# Segunda División 1982/83
Die Segunda División 1982/83 war die 52. Spielzeit der zweithöchsten spanischen Fußballliga. Sie begann am 5. September 1982 und endete am 22. Mai 1983. Meister wurde Real Murcia.

## Vor der Saison
Die 20 Mannschaften trafen an 38 Spieltagen jeweils zweimal aufeinander. Die drei besten Mannschaften stiegen in die Primera División auf. Die letzten vier Vereine stiegen ab.
Als Absteiger aus der Primera División nahmen der FC Cádiz, Hércules Alicante und CD Castellón teil. Aus der Segunda División B kamen Barcelona Atlètic, Cartagena FC, Palencia CF und Deportivo Xerez.

## Abschlusstabelle
| Pl. | Verein                | Sp. | S  | U  | N  | Tore    | Diff. | Punkte |
| --- | --------------------- | --- | -- | -- | -- | ------- | ----- | ------ |
| 1.  | Real Murcia           | 38  | 22 | 10 | 6  | 068:300 | +38   | 54:22  |
| 2.  | FC Cádiz (A)          | 38  | 18 | 11 | 9  | 056:370 | +19   | 47:29  |
| 3.  | RCD Mallorca          | 38  | 17 | 12 | 9  | 054:370 | +17   | 46:30  |
| 4.  | Deportivo La Coruña   | 38  | 19 | 8  | 11 | 058:360 | +22   | 46:30  |
| 5.  | Palencia CF (N)       | 38  | 17 | 9  | 12 | 042:340 | +8    | 43:33  |
| 6.  | Castilla CF           | 38  | 15 | 11 | 12 | 045:430 | +2    | 41:35  |
| 7.  | FC Elche              | 38  | 14 | 13 | 11 | 051:380 | +13   | 41:35  |
| 8.  | Hércules Alicante (A) | 38  | 13 | 14 | 11 | 044:410 | +3    | 40:36  |
| 9.  | Rayo Vallecano        | 38  | 15 | 9  | 14 | 053:500 | +3    | 39:37  |
| 10. | Recreativo Huelva     | 38  | 12 | 15 | 11 | 046:500 | −4    | 39:37  |
| 11. | Barcelona Atlètic (N) | 38  | 12 | 14 | 12 | 046:400 | +6    | 38:38  |
| 12. | Real Oviedo           | 38  | 12 | 12 | 14 | 035:450 | −10   | 36:40  |
| 13. | Atlético Madrileño    | 38  | 13 | 10 | 15 | 044:440 | ±0    | 36:40  |
| 14. | Linares CF            | 38  | 11 | 14 | 13 | 028:410 | −13   | 36:40  |
| 15. | CD Castellón (A)      | 38  | 11 | 13 | 14 | 045:600 | −15   | 35:41  |
| 16. | Cartagena FC (N)      | 38  | 10 | 14 | 14 | 040:460 | −6    | 34:42  |
| 17. | Deportivo Alavés      | 38  | 8  | 16 | 14 | 040:540 | −14   | 32:44  |
| 18. | CE Sabadell           | 38  | 10 | 10 | 18 | 043:510 | −8    | 30:46  |
| 19. | Deportivo Xerez (N)   | 38  | 9  | 7  | 22 | 036:560 | −20   | 25:51  |
| 20. | FC Córdoba            | 38  | 6  | 10 | 22 | 030:710 | −41   | 22:54  |

Platzierungskriterien: 1. Punkte – 2. Direkter Vergleich (Punkte, Tordifferenz, geschossene Tore) – 3. Tordifferenz – 4. geschossene Tore

| (A) | Absteiger der Saison 1981/82         |
| (N) | Neuaufsteiger der Segunda División B |

## Nach der Saison
Aufsteiger in die Primera División
- 01. – Real Murcia
- 02. – FC Cádiz
- 03. – RCD Mallorca

 Absteiger in die Segunda División B
- 17. – Deportivo Alavés
- 18. – CE Sabadell
- 19. – Deportivo Xerez
- 20. – FC Córdoba

 Absteiger aus der Primera División
- UD Las Palmas
- Celta Vigo
- Racing Santander

 Aufsteiger in die Segunda División
- Algeciras CF
- Bilbao Athletic
- FC Granada
- CD Teneriffa